# جوایز اسکریم ۲۰۱۱
جوایز اسکریم ۲۰۱۱ نام هفتمین دوره جایزه اسکریم بود. جایزه اسکریم یک جایزه که برای قدردانی از آثار فیلم، تلویزیون و کمیک بوک در ژانرهای ترسناک، علمی-تخیلی و فانتزی است. این دوره جوایز در ۱۵ اکتبر ۲۰۱۱ بر یونیورسال پیکچرز ضبط شد و به صورت یک نمایش دو ساعته در ۱۸ اکتبر برروی پارامونت نتورک پخش شد.
هری پاتر و یادگاران مرگ-قسمت دوم و مردان ایکس: کلاس اول هر کدام با ۱۴ نامزدی بیشترین تعداد نامزدی‌ها را داشتند. نامزدهای قابل توجه دیگر عبارتند از: کاپیتان آمریکا: نخستین انتقام‌جو (با ۱۱ نامزدی)، ثور (با ۹ نامزدی)، خون حقیقی (با ۷ نامزدی)، بازی تاج‌وتخت (با ۷ نامزدی) و مردگان متحرک (با ۶ نامزدی). رای‌گیری توسط طرفداران که از وب سایت اسپایک دیدار می‌کردند انجام شد.

## نامزدها
| اسکریم نهایی | بهترین فیلم علمی-تخیلی |
| --- | --- |
| - هری پاتر و یادگاران مرگ – قسمت دوم - قوی سیاه - کاپیتان آمریکا: نخستین انتقام‌جو - بازی تاج‌وتخت - اسکات پیلگریم در برابر دنیا - سوپر ۸ - ثور - خون حقیقی - مردگان متحرک - مردان ایکس: کلاس اول                                     | - سوپر ۸ - کاپیتان آمریکا: نخستین انتقام‌جو - هیولاها - تبدیل‌شوندگان: نیمه تاریک ماه - ترون: میراث |
| بهترین فیلم فانتزی | بهترین فیلم ترسناک |
| - مردان ایکس: کلاس اول - قوی سیاه - هری پاتر و یادگاران مرگ – قسمت دوم - دزدان دریایی کارائیب: سوار بر امواج ناشناخته - ثور | - بگذار وارد شوم - من شیطان را دیدم - توطئه‌آمیز - فعالیت فراطبیعی ۲ - پیرانا سه‌بعدی |
| بهترین هیجانی | بهترین مجموعه تلویزیونی |
| - نامحدود - اداره تعدیل - هانا - رد - سالت | - بازی تاج‌وتخت - دکتر هو - فرینج - خون حقیقی - مردگان متحرک |
| بهترین کارگردان | بهترین نمایش |
| - دارن آرونوفسکی، قوی سیاه - جی. جی. آبرامز، سوپر ۸ - متیو وان، مردان ایکس: کلاس اول - ادگار رایت، اسکات پیلگریم در برابر دنیا - دیوید ییتس، هری پاتر و یادگاران مرگ – قسمت دوم                                                     | - هری پاتر و یادگاران مرگ – قسمت دوم - قوی سیاه - اسکات پیلگریم در برابر دنیا - سوپر ۸ - مردان ایکس: کلاس اول |
| بهترین صحنه تعقیب و نبرد | بهترین بازیگر زن فانتزی |
| - تعقیب در لندن، دزدان دریایی کارائیب: سوار بر امواج ناشناخته - تعثیب خیابان‌های بروکلین، کاپیتان آمریکا: نخستین انتقام‌جو - تعقیب بزرگراه، تبدیل‌شوندگان: نیمه تاریک ماه - نبرد جت سبک، ترون: میراث - اداره تعدیل                     | - ناتالی پورتمن، قوی سیاه - پنه‌لوپه کروز، دزدان دریایی کارائیب: سوار بر امواج ناشناخته - لینا هیدی، بازی تاج‌وتخت - جنیفر لارنس، مردان ایکس: کلاس اول - اما واتسون، هری پاتر و یادگاران مرگ – قسمت دوم                     |
| بهترین بازیگر مرد فانتزی | بهترین بازیگر زن علمی-تخیلی |
| - دنیل ردکلیف، هری پاتر و یادگاران مرگ – قسمت دوم - شان بین، بازی تاج‌وتخت - جانی دپ، دزدان دریایی کارائیب: سوار بر امواج ناشناخته - مایکل فاسبندر، مردان ایکس: کلاس اول - جیمز مک‌آووی، مردان ایکس: کلاس اول                         | - میلا یوویچ، رزیدنت ایول: زندگی پس از مرگ - هایلی اتول، کاپیتان آمریکا: نخستین انتقام‌جو - کارن گیلان، دکتر هو - آنا تورو، فرینج - اولیویا وایلد، ترون: میراث                                                             |
| بهترین بازیگر مرد علمی-تخیلی | بهترین بازیگر زن ترسناک |
| - مت اسمیت، دکتر هو - دنیل کریگ، کابوی‌ها و بیگانگان - کریس ایوانز، کاپیتان آمریکا: نخستین انتقام‌جو - هریسون فورد، کابوی‌ها و بیگانگان - جیک جیلنهال، کد منبع                                                                         | - کلویی گریس مورتس، بگذار وارد شوم - رز بیرن، توطئه‌آمیز - سارا وین کالیز، مردگان متحرک - نو کمبل، جیغ ۴ - آنا پاکوین، خون حقیقی                                                                                           |
| بهترین بازیگر مرد ترسناک | بهترین شرور |
| - الکساندر اسکاشگورد، خون حقیقی - مایکل سی هال، دکستر - اندرو لینکلن، مردگان متحرک - استیون مویز، خون حقیقی - پاتریک ویلسون، توطئه‌آمیز                                                                                              | - ریف فاینز به عنوان لر ولدمورت، هری پاتر و یادگاران مرگ – قسمت دوم - کوین بیکن به عنوان سباستین شاو، مردان ایکس: کلاس اول - چوی مین شیک، من شیطان را دیدم - هوگو ویوینگ به عنوان کله‌سرخ، کاپیتان آمریکا: نخستین انتقام‌جو |
| بهترین ابرقهرمان | بهترین بازیگر زن پشتیبان |
| - کریس ایوانز به عنوان کاپیتان آمریکا، کاپیتان آمریکا: نخستین انتقام‌جو - کریس همسورث به عنوان ثور، ثور - جیمز مک‌آووی، مردان ایکس: کلاس اول - رایان رینولدز به عنوان گرین لنترن، گرین لنترن - تام ولینگ به عنوان کلارک کنت، اسمالویل | - میلا کونیس، قوی سیاه - جیمی الکساندر، ثور - لوری هولدن، مردگان متحرک - هلن میرن، رد - الن ونگ، اسکات پیلگریم در برابر دنیا                                                                                              |
| بهترین بازیگر پشتیبان | نقش‌آفرینی شکستنی - زن |
| - پیتر دینکلیج، بازی تاج‌وتخت - کیرن کالکین، اسکات پیلگریم در برابر دنیا - روپرت گرینت، هری پاتر و یادگاران مرگ – قسمت اول - تامی لی جونز، کاپیتان آمریکا: نخستین انتقام‌جو - آلن ریکمن، هری پاتر و یادگاران مرگ – قسمت دوم           | - امیلیا کلارک، بازی تاج‌وتخت - جیمی الکساندر، ثور - هایلی اتول، گاپیتان آمریکا: نختسین انتقام‌جو - ال فانینگ، سوپر ۸ - زوئی کراویتز، مردان ایکس: کلاس اول                                                                  |
| نقش‌آفرینی شکستنی - مرد | بهترین کمئو |
| - جو منگلینو، خون حقیقی - جان برنثال، مردگان متحرک - مایکل فاسبندر، مردان ایکس: کلاس اول - کریس همسورث، ثور - تام هیدلستون، ثور | - هیو جکمن، مردان ایکس: کلاس اول - باز آلدرین، تبدیل‌شوندگان: نیمه تاریک ماه - کریستن بل و آنا پاکوین، جیغ ۴ - ریچارد درایفس، پیرانا سه‌بعدی - کیث ریچاردز، دزدان دریایی کارائیب: سوار بر امواج ناشناخته                    |
| بهترین اجرای گروه بازیگری | به یاد ماندنی‌ترین قتل |
| - خون حقیقی - بازی تاج‌وتخت - هری پاتر و یادگاران مرگ – قسمت دوم - رد - مردان ایکس: کلاس اول | - پیرانا سه‌بعدی - بازی تاج‌وتخت - پیرانا سه‌بعدی - اره ۷ - قوی سیاه (فیلم ۲۰۱۰) |
| صحنه نبرد سال | صحنه تعجب‌آور سال |
| - اسکات پیلگریم در برابر دنیا - رد - هری پاتر و یادگاران مرگ – قسمت دوم - کاپیتان آمریکا: نخستین انتقام‌جو - هری پاتر و یادگاران مرگ – قسمت دوم                                                                                      | - هری پاتر و یادگاران مرگ – قسمت دوم - تبدیل‌شوندگان: نیمه تاریک ماه - ترون: میراث - پیرانا سه‌بعدی - سوپر ۸ |
| بهترین فیلم مستقل | بهترین فیلم سه‌بعدی |
| - هیولاها - زمین دیگر - هچت ۲ - من شیطان را دیدم - لاستیک | - تبدیل‌شوندگان: نیمه تاریک ماه - کاپیتان آمریکا: نخستین انتقام‌جو - هری پاتر و یادگاران مرگ – قسمت دوم - پیرانا سه‌بعدی - ترون: میراث                                                                                       |
| Best F/X | بهترین کمیک بوک یا رمان سبک |
| - هری پاتر و یادگاران مرگ – قسمت دوم - مشت ناگهانی - ثور - تبدیل‌شوندگان: نیمه تاریک ماه - ترون: میراث | - مردگان متحرک - خون‌آشام آمریکایی - Chew - Daytripper - Locke & Key |